# Croàcia-Eslovènia
La Croàcia-Eslovènia és una competició ciclista d'un sol dia que es disputa entre la capital croata, Zagreb, i la capital d'Eslovènia, Ljubljana. Depenent dels anys, s'ha fet en sentit contrari. La primera edició es disputà el 2008 ja formant part del calendari de l'UCI Europa Tour. Marko Kump, amb tres victòries, és el ciclista que més vegades l'ha guanyat.

## Palmarès
| Any               | Vencedor       | Segon             | Tercer            |
| ----------------- | -------------- | ----------------- | ----------------- |
| Liubliana-Zagreb  |                |                   |                   |
| 2008              | Robert Vrečer  | Matija Kvasina    | Marco Ghiselli    |
| Zagreb-Liubliana  |                |                   |                   |
| 2009              | Robert Vrečer  | Hrvoje Miholjević | Kristjan Fajt     |
| 2010              | Matej Mugerli  | Josef Benetseder  | Marko Kump        |
| Liubliana-Zagreb  |                |                   |                   |
| 2011              | Kristjan Fajt  | Reto Hollenstein  | Jakub Kratochvíla |
| 2012              | Marko Kump     | Matej Mugerli     | Luka Mezgec       |
| Croàcia-Eslovènia |                |                   |                   |
| 2013              | Riccardo Zoidl | Dominik Hrinkow   | Klemen Štimulak   |
| 2014              | Primož Roglič  | David Wöhrer      | Matej Marin       |
| 2015              | Marko Kump     | Filippo Fortin    | Mattia Gavazzi    |
| 2016              | Jannik Steimle | Patrick Schelling | Žiga Grošelj      |
| 2017              | Dušan Rajović  | Luka Čotar        | Žiga Jerman       |
| 2018              | Dušan Rajović  | Michael Kukrle    | Filippo Fortin    |
| 2019              | Marko Kump     | Rok Korošec       | Tilen Finkšt      |